# Vladiča

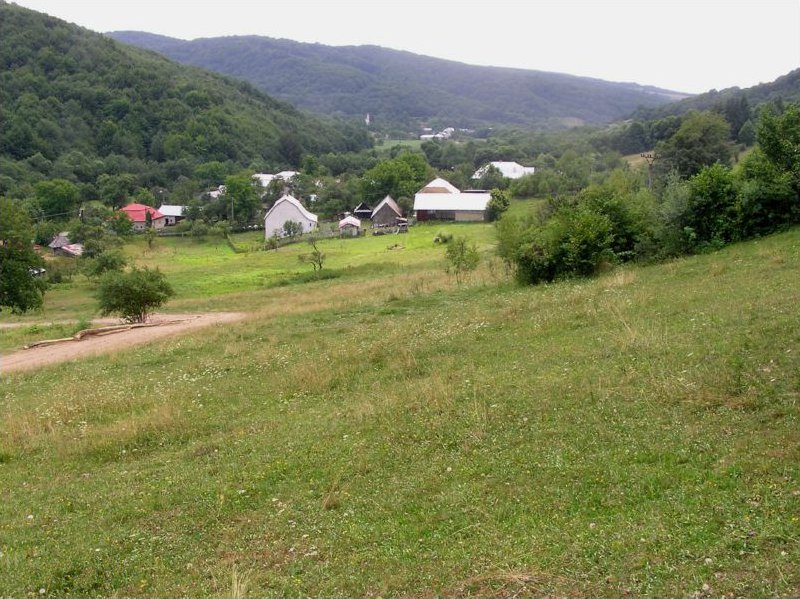
Vladiča

Vladiča (Hongaars: Vladicsa) is een Slowaakse gemeente in de regio Prešov, en maakt deel uit van het district Stropkov.
Vladiča telt 63 inwoners.

## Bevolking

### Taal
In 2021 spraken 41 van de 65 inwoners het Slowaaks als moedertaal, oftewel 63,08% van de bevolking. 19 personen spraken het Roetheens (29,23%), terwijl 5 personen het Tsjechisch spraken (7,69%). Vladiča heeft hiermee het hoogste percentage sprekers van het Tsjechisch in Slowakije.
Baňa · Breznica · Breznička · Brusnica · Bukovce · Bystrá · Bžany · Duplín · Gribov · Havaj · Chotča · Jakušovce · Kolbovce · Korunková · Kožuchovce · Krišľovce · Kručov · Krušinec · Lomné · Makovce · Malá Poľana · Miková · Miňovce · Mrázovce · Nižná Olšava · Oľšavka · Potoky · Potôčky · Soľník · Staškovce · Stropkov · Šandal · Tisinec · Tokajík · Turany nad Ondavou · Varechovce · Veľkrop · Vislava · Vladiča · Vojtovce · Vyškovce · Vyšná Olšava · Vyšný Hrabovec